# Ursula Czeczot
Ursula Czeczot (geborene Hessen; * 20. März 1917 in Lodz; † 8. Februar 1980 in Bautzen) war eine deutsche Kunstwissenschaftlerin und langjährige Direktorin der Meißner Albrechtsburg. Sie war Mitglied der CDU der DDR und von 1967 bis 1980 Abgeordnete der Volkskammer.

## Leben
Ursula Czeczot wurde als Tochter eines selbstständigen deutschen Kaufmanns am 20. März 1917 in Lodz geboren. Auf einem Humanistischen Mädchengymnasium legte sie 1936 das Abitur ab. Anschließend studierte sie bis zur deutschen Okkupation im September 1939 an der Warschauer Universität Kunstgeschichte, Archäologie und Museologie, wobei sie während des Studiums von 1937 bis 1939 als Praktikantin am Warschauer Nationalmuseum tätig war. Schon zu Beginn des Studiums lernte sie den Polen Arnold Czeczot kennen, den sie im Januar 1939 heiratete. 1941 wurde eine gemeinsame Tochter geboren. Kurz nach der Besetzung Polens ging Czeczots Mann in den Untergrund, er starb 1942 im Widerstandskampf gegen die deutschen Besatzer. Im gleichen Jahr gelang Ursula Czeczot eine Anstellung als Assistentin am Städtischen Museum in ihrer Heimatstadt Lodz.
Nach dem Ende des Zweiten Weltkrieges musste Czeczot als Deutsche aus Polen fliehen. Sie fand Zuflucht bei Verwandten im sächsischen Borna und bekam 1948 zunächst beim Rat der Stadt Borna, später beim Rat des Kreises Borna in der Abteilung Kultur bis 1954 eine Anstellung. 1948 wurde sie Mitglied der CDU und des Freien Deutschen Gewerkschaftsbundes, 1950 des Demokratischen Frauenbundes Deutschlands. Aufgrund ihrer Qualifikation ergriff Czeczot im November 1954 die Chance und wechselte an die bis dahin vernachlässigte und verwaiste Albrechtsburg nach Meißen, wo sie bis 1970 zunächst offiziell als wissenschaftliche Leiterin wirkte, danach als Direktorin. Czeczot prägte in der Folge maßgeblich die Ausstellung auf der Albrechtsburg und leitete die weltberühmte Sehenswürdigkeit bis zum Renteneintritt 1978. Parteipolitisch engagierte sich die verwitwete Kunstwissenschaftlerin in den ersten Jahren neben ihrer Tätigkeit auf der Albrechtsburg auf kommunaler und Bezirksebene. Von 1954 bis 1956 war sie Stadtverordnete in Meißen, von 1956 bis 1960 Mitglied des Kreisvorstandes Meißen sowie von 1961 bis 1970 des Bezirksvorstandes Dresden der CDU. Von 1965 bis 1970 war sie zudem Abgeordnete des Kreistages Meißen.
1967 wurde sie erstmals für ihre Partei als Abgeordnete in die Volkskammer gewählt. Dieses Mandat behielt sie bis zu ihrem Tod. Sie war von 1967 bis 1971 Mitglied des Volkskammerausschusses für Kultur und von 1971 bis 1976 des Ausschusses für Eingaben der Bürger.
Ursula Czeczot starb im Alter von 62 Jahren und wurde auf dem Bautzener Taucher-Friedhof beerdigt.

## Schriften (Auswahl)
- Spätgotische Kunstwerke in der Albrechtsburg Meißen. In: Kunstmuseen der Deutschen Demokratischen Republik. Mitteilungen und Berichte. Band 2, 1959, S. 7–9.
- Altsächsische Plastiken in der Albrechtsburg zu Meißen. Leipzig 1963.
- Die Meißener Albrechtsburg. Wegweisende Bauleistung an der Wende vom Mittelalter zur Neuzeit. Leipzig 1975.
- Albrechtsburg Meißen. Zeit der Erbauung 1471–1520. 28. Auflage. Meißen 1984.

## Auszeichnungen
- 1970 Clara-Zetkin-Medaille
- 1972 Otto-Nuschke-Ehrenzeichen in Silber
- 1975 Vaterländischer Verdienstorden in Bronze
- Verdienstmedaille der DDR
- Verdienter Aktivist sowie viermal Kollektiv der sozialistischen Arbeit